# Комплекс виробництва добрив у Алмалику
Комплекс виробництва добрив у Алмалику — виробничий майданчик, який діє на сході Узбекистану.
У 1969—1978 роках ввели в дію майданчик, розрахований на роботу з фосфоритами казахського Каратауського фосфоритоносного басейну (рудники Чулактау, Жанатас). Технологічний процес передбачав випуск екстракційної фосфорної кислоти з подальшим продукуванням азотно-фосфорного добрива — амофосу (фосфат амонію, продукт реакції фосфорної кислоти та аміаку). В 1986-му додали ще один цех фосфорної кислоти.
Розкладення фосфоритів відбувається за допомогою сульфатної кислоти, при цьому неподалік діє Алмалицький гірничо-металургійний комбінат, технологічний процес якого передбачає виробництво цього продукту. Втім, у 1981-му комплекс з виробництва добрив також отримав цех сульфатної кислоти й наразі потужність майданчику по цьому напрямку становить 500 тисяч тонн на рік. Як сировину для виробництва кислоти використовують сірку.
Наразі окрім сировини Каратау завод в Алмалику споживає митий обпалений фосфоконцентрат Кизилкумського фосфоритного комплексу.
Крім амофосу, майданчик також може продукувати інші види добрив — амоній сульфат фосфат, сульфат амонію, сірчановмісне азотно-фосфорне добриво, суперфосфат.
За 11 місяців 2019-го фактично виробили 113 тисяч тонн амофосу, 89 тисяч тонн сірчановмісного азотно-фосфорного добрива, 5 тисяч тонн амоній сульфат фосфату та 10 тисяч тонн суперфосфату, для чого знадобилось 450 тисяч тонн фосфоритної сировини (з них та 325 тисяч тонн кизилкумського концентрату) та 27 тисяч тонн аміаку.
Можливо відзначити, що з 2009-го 49 % акцій підприємства належить іспанській компанії Maxamcorp, тоді як 51 % залишився за узбецькою державною Uzkimyosanoat (можливо відзначити, що Maxamcorp також є співвласником Чичикського заводу азотних добрив, який, зокрема, виробляє аміак).